# حامد كاظمي
حامد كاظمي (9 مارس 1988 بإيران - ) هو لاعب كرة قدم إيراني في مركز الهجوم. لعب مع نادي باس همدان ونادي بيكان ونادي راهيان كرمانشاه ونادي ستيل آذين ونادي مس كرمان ونادي نساجي مازندران وSanaye Giti Pasand F.C. ‏ وMehrkam Pars F.C. ‏.

## وصلات خارجية
- حامد كاظمي على موقع قاعدة بيانات كرة القدم.إي يو (الإنجليزية)